# Ross Turnbull
Ross Turnbull (Bishop Auckland, 1985. január 4.) angol labdarúgó, a Barnsley kapusa.

## Pályafutása

#### Chelsea
Turnbull gyermekkora óta a Middlesbrough neveltje volt. Középpályásként kezdett futballozni, később azonban a kapuba került. 2002-ben lett profi játékos, de mivel nevelőegyüttesében nem jutott szóhoz, kölcsönbe került más klubokhoz.
2007-ben visszatért a Middlesbrogh-hoz, ahol Brad Jones és Mark Schwarzer sérüléseinek köszönhetően egyre több szerephez jutott. 2007. december 9-én mutatkozhatott be az Arsenal ellen, kiváló védéseinek köszönhetően pedig csapata 2:1-es arányban legyőzte az ágyúsokat.
2008 nyarán a Boro első számú kapusa, Mark Schwarzer a Fulham-be szerződött, Turnbull pedig így egyre többször bizonyíthatta kvalitásait.
A játékos kontraktusa 2009 nyarán lejárt, a Middlesbrough kiesett a Premier League-ből, Turnbull pedig nem kívánta meghosszabbítani lejáró szerződését. 2009 júliusában négy évre kötelezte el magát a Chelsea-hez, ahol Petr Cech és Henrique Hilario vetélytársa lehet.
Chelsea mezét 2009. július 21-én húzhatta először magára, ahol csereként kapott lehetőséget az Internazionale ellen megnyert 2:0-s mérkőzésen.